# رود بیاس

نقشهٔ رود بیاس

رود بیاس (به هندی: ब्यास، به پنجابی: ਬਿਆਸ، به سانسکریت: विपाशा) رودی در قسمت شمالی هند است. این رود از رشته‌کوه هیمالیا در ایالت هیماچال پرادش سرچشمه می‌گیرد و پس از پیمودن ۴۷۰ کیلومتر به رود ستلج واقع در ایالت پنجاب هندوستان می‌ریزد.
طول رود بیاس ۴۷۰ کیلومتر است و حوضهٔ آبریز آن ۲۰٬۳۰۳ کیلومتر مربع مساحت دارد.